# Кормина, Жанна Владимировна
Жанна Владимировна Кормина (род. 30 января 1971, Свердловская область) — российский социальный антрополог. Кандидат культурологии, до 2023 года — профессор Высшей школы экономики (Санкт-Петербургский кампус). Автор монографий и многочисленных статей, в том числе в журналах «Антропологический форум», «Государство, религия, церковь в России и за рубежом», «Неприкосновенный запас», «Новое литературное обозрение», «Религиоведение», «Ab Imperio», «Archives de sciences sociales des religions», «Journal of Religion», «Journal of the American Academy of Religion».

## Биография
Жанна Кормина родилась в 1971 году. Окончила с золотой медалью сельскую школу в Свердловской области с традиционным для таких школ прочерком в аттестате по иностранному языку. По собственному признанию, она не собиралась быть учёным: «так сложилось».
В 1994 году она окончила исторический факультет Уральского государственного университета.
В 1999 году Ж. Кормина окончила аспирантуру Европейского университета в Санкт-Петербурге на факультете этнологии, где её научным руководителем был Альберт Байбурин.
В 2000 году получила учёную степень кандидата культурологии, защитив в РГГУ диссертацию на тему: «Рекрутский обряд: структура и семантика: на материалах севера и северо-запада России XIX - XX вв.».
С 2003 по 2023 год Ж. Кормина работала в Высшей школе экономики. Также преподавала на философском факультете Санкт-Петербургского государственного университета и на факультете этнологии Европейского университета в Санкт-Петербурге.
С 2024 года является директором Ереванского центра международного образования (YCIE).
Муж — социальный антрополог С. А. Штырков.

## Научные интересы
Своими учителями она считает профессоров ЕУСПб Н. Б. Вахтина, Е. В. Головко и А. К. Байбурина.
Среди научных интересов Корминой: антропология религии, культ святых в Русской православной церкви, паломничество, социальная память.

## Научные труды

### Монографии
- Кормина Ж. В. Проводы в армию в пореформенной России: опыт этнографического анализа. — М.: Новое литературное обозрение, 2005. — 374 с. — (Библиотека журнала «Неприкосновенный запас»). — ISBN 5-86793-382-2.
- Паломники: Этнографические очерки православного номадизма. — М. : Издательский дом НИУ ВШЭ, 2019.

### Избранные статьи
- Кормина Ж. В., Штырков С. А. Никто не забыт, ничто не забыто. История оккупации в устных свидетельствах // Неприкосновенный запас. Дебаты о политике и культуре. — 2005. — № 2—3. — С. 123—133.
- Кормина Ж. В. Этические проблемы полевых исследований // Антропологический форум. — 2006. — № 5. — С. 86—93.
- Кормина Ж. В. Между мифологией и повседневностью. Конференции «Мифология и повседневность» // Новое литературное обозрение. — 2007. — № 85. — С. 534—536.
- Кормина Ж. В., Штырков С. А. Письма верующих как реклама: «всенародная приемная» св. Ксении Петербургской // Антропологический форум. — 2008. — № 9. — С. 154—185.
- Кормина Ж. В. Исполкомы и приходы: религиозная жизнь Псковской области в первую послевоенную пятилетку // Неприкосновенный запас. Дебаты о политике и культуре. — 2008. — № 3. — С. 94—107.
- Кормина Ж. В. Русское поле: взгляд из-за рубежа // Антропологический форум — Online. — 2009. — № 11.
- Кормина Ж. В. Политические персонажи в современной агиографии: как Матрона Сталина благословляла // Антропологический форум. — 2010. — № 12 Online. — С. 1—28. Архивировано 20 апреля 2015 года.
- Кормина Ж. В. Социология религии и секуляризации. Программа учебной дисциплины // Религиоведение. — 2012. — № 2. — С. 195—201.
- Кормина Ж. В. Номадическое православие: о новых формах религиозной жизни в современной России // Ab Imperio. — 2012. — № 2. — С. 195—227.
- Kormina J. Russian Saint Under Construction: Portraits and Icons of Starets Nikolay (англ.) // Archives de sciences sociales des religions. — 2013. — Vol. 162. — P. 95—119.
- Кормина Ж. В. «Гигиена сердца»: дисциплина и вера «заново рожденных» харизматических христиан // Антропологический форум. — 2013. — Т. 18. — С. 300—320.
- Кормина Ж. В., Штырков С. А. Старица и смерть: заметки на полях современных житий // Государство, религия, церковь в России и за рубежом. — 2014. — Т. 32, № 1. — С. 107—130.
- Кормина Ж. В. Ни Богу свечка, ни черту кочерга (некоторые размышления об антропологии религии в России) // Антропологический форум. — 2014. — № 20. — С. 42—47.
- Кормина Ж. В. Дрожжи-убийцы: гастрономическая конспирология и культура недоверия в современной России // Антропологический форум. — 2015. — № 27. — С. 142—175.
- Кормина Ж. В. Рец. на кн.: Алексей Юрчак. Это было навсегда, пока не кончилось. Последнее советское поколение. М.: НЛО, 2014. 664 с. // Антропологический форум. — 2015. — Т. 26. — С. 209—221.
- Кормина Ж. В., Панченко А. А., Штырков С. А. Социальные исследования религии: теория, методы и опыт // Антропологический форум. — 2017. — Т. 35. — С. 129—166.
- Kormina J., Luehrmann S. The Social Nature of Prayer in a Church of the Unchurched: Russian Orthodox Christianity from Its Edges (англ.) // Journal of the American Academy of Religion. — 2018. — Vol. 86, no. 2. — P. 393—424.
- Кормина Ж. В. «Император осматривал город»: Сюрреалистический социализм и политика памяти // Новое литературное обозрение. — 2018. — Т. 152. — С. 34—57.
- Kormina J., Heo A. Introduction: Religion and Borders in (Post-)Cold War Peripheries (англ.) // Journal of Religion. — 2019. — Vol. 99, no. 1. — P. 1—17.